# Thomas Kirker

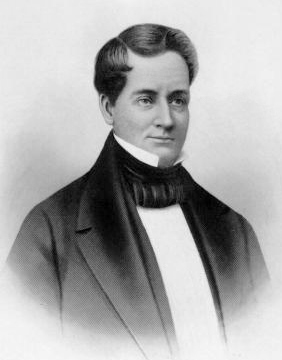
Thomas Kirker

Thomas Kirker (* ca. 1760 in County Tyrone, Irland; † 20. Februar 1837 im Adams County Ohio) war ein US-amerikanischer Politiker und von 1807 bis 1808 der zweite Gouverneur des Bundesstaates Ohio.

## Frühe Jahre und politischer Aufstieg
Thomas Kirker besuchte die örtlichen Schulen seiner Heimat in Irland. Im Jahr 1779 wanderte er mit seinen Eltern in die Vereinigten Staaten aus. Die Familie ließ sich zunächst in Lancaster in Pennsylvania nieder. Über Kentucky gelangte er im Jahr 1793 in das Adams County im damaligen Nordwestterritorium. Dort wurde er als Farmer tätig.
Kirkers politischer Aufstieg begann im Jahr 1797 als Friedensrichter in seinem Bezirk. Im Jahr 1802 war er Delegierter auf der verfassungsgebenden Versammlung von Ohio. Im Jahr 1802 wurde er in das erste Repräsentantenhaus von Ohio gewählt. Schon ein Jahr später wurde er Mitglied des Staatssenats, dem er zwischen 1803 und 1815 angehören sollte. Zwischenzeitlich war er auch Präsident dieses Gremiums. Als im März 1807 der amtierende Gouverneur Edward Tiffin zurücktrat, um seinen Sitz im Senat der Vereinigten Staaten einzunehmen, musste Kirker als damaliger Senatspräsident dessen Amt übernehmen.

## Gouverneur von Ohio
Kirker war zwischen dem 4. März 1807 und dem 12. Dezember 1808 Gouverneur von Ohio. In dieser Zeit war der Schutz der weißen Bevölkerung vor Indianerangriffen ein wichtiges Thema. Zu diesem Zweck musste der Gouverneur die Miliz mobilisieren. Dann stellte sich die Bedrohung aber doch als Fehlalarm heraus, weil die Indianer nur friedliche Absichten verfolgten. Eigentlich hätte die Amtszeit Kirkers schon 1807 enden sollen. Aber der im Oktober 1807 gewählte Kandidat Return J. Meigs stellte sich als nicht wählbar heraus, weil er noch keine vier Jahre in Ohio gelebt hatte. Daher verlängerte das Staatsparlament die Amtszeit Kirkers um ein Jahr. Bei den nächsten Wahlen im Jahr 1808 ließ sich Kirker erneut aufstellen. Insgesamt gab es bei dieser Wahl aber drei Kandidaten, die alle der Demokratisch-Republikanischen Partei angehörten. Dabei belegte Kirker nur den dritten und letzten Platz. Damit schied er am 12. Dezember 1808 aus seinem Amt aus.

## Weiterer Lebenslauf

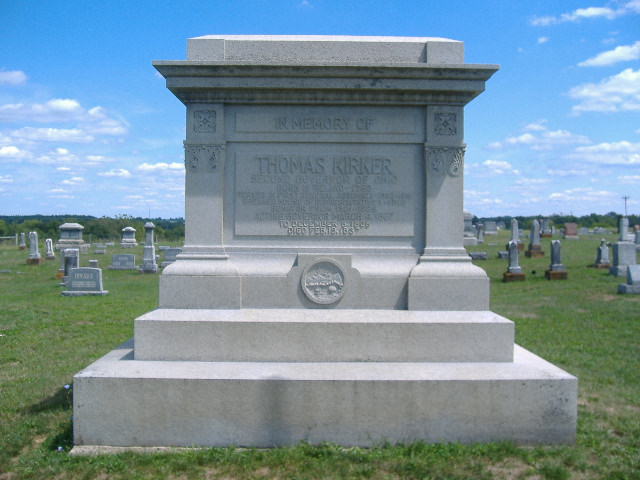
Kirkers Grabmal in Adams County

Nach seiner Wahlniederlage blieb Kirker bis 1815 Mitglied des Senats von Ohio. Zwischen 1816 und 1817 war er nochmals im Repräsentantenhaus von Ohio, dem er zeitweise als Speaker vorstand; 1821 war er Richter an einem Berufungsgericht. Zwischen 1821 und 1825 beendete er seine politische Abgeordnetentätigkeit mit einer neuerlichen Mitgliedschaft im Staatssenat. Bei den Präsidentschaftswahlen des Jahres 1824 war er einer der Wahlmänner von Henry Clay. Danach zog er sich auf seine Farm im Adams County zurück, wo er 1837 verstarb. Thomas Kirker war mit der 1824 verstorbenen Sara Smith verheiratet, mit der er sechs Kinder hatte.